# 國家陸軍博物館

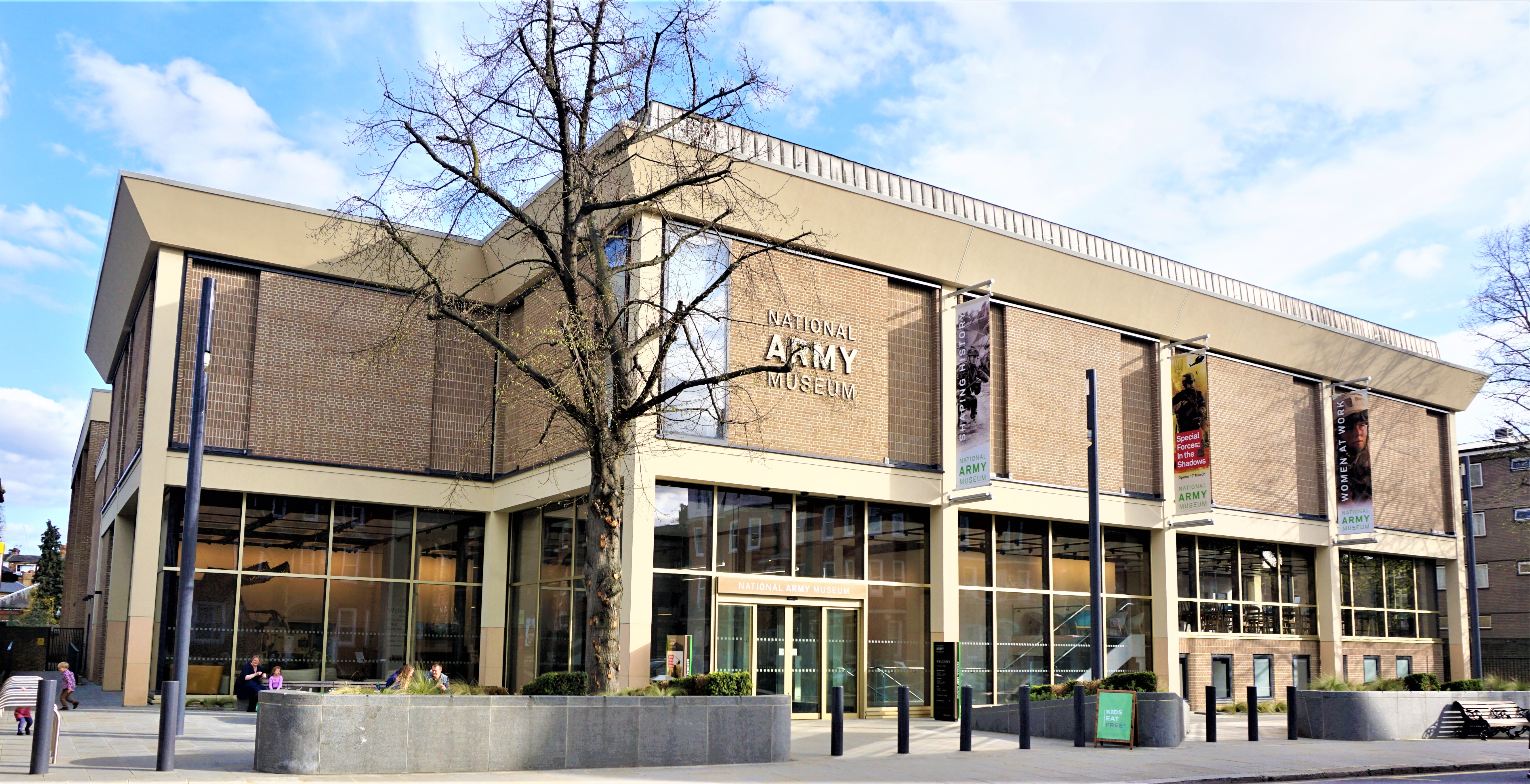

國家陸軍博物館（National Army Museum）是英國陸軍最主要的博物館，位於倫敦市中心的切爾西地區。國家陸軍博物館在每年除了12月24日至26日和1月1日的10點至17點30分免費對公眾開放，藏品展示英國陸軍和英國殖民地軍隊的歷史藏品。2014年5月1日至2016年，國家陸軍博物館暫時關閉進行整修

。

## 外部連結
维基共享资源上的相關多媒體資源：國家陸軍博物館
- 官方网站
- Review of the museum with photographs of each gallery